# Raorchestes aureus
Raorchestes aureus é uma espécie de anfíbio anuro da família Rhacophoridae. Está presente na Índia. A UICN classificou-a como pouco preocupante.